# 발화추
발화추(Fire drill)는 빠르게 회전하는 나무막대(방추 또는 축)와 고정된 나무조각(화판)의 구멍 사이의 마찰로 화재를 시작하는 원시 장치이다.
이 장치는 핸드 드릴, 활비비(또는 끈비비) 또는 펌프 드릴을 포함하여 고대 유형의 수동 드릴일 수 있다. 방추는 일반적으로 1-2cm 두께이며, 둔한 지점에서 끝나야 한다. 방추와 화판은 가문비나무, 삼나무, 발삼, 유카, 아스펜, 참나무, 벅아이, 버드나무, 타마락 등과 같은 건조하고 중간 정도의 부드러운 비수지 목재로 만들어야 한다.

## 원리
방추를 회전시키는 데 사용되는 방법이 무엇이든, 하단 끝은 "V" 노치가 절단된 방화판의 얕은 구멍에 위치한다. 주요 목표는 방추 끝과 화판 사이의 마찰에 의해 열을 발생시키는 것이다. 이 목표를 달성하려면 회전 속도와 압력이 모두 중요하다. 열은 결국 접촉 지점에서 목재를 마찰에 의해 가루로 갈아서 "V" 노치로 모이는 목탄으로 만든다. 계속되는 작업은 결국 숯가루를 점화시켜 작은 불씨를 만들어내고, 이 불은 "불잉걸 묶음"(끈끈하고 푹신하고 가연성 물질의 둥지)에 불을 지르는 데 사용할 수 있다.
다른 방법에는 한쪽에서 두 개의 막대기를 함께 묶은 다음이 구멍을 만나기 위해 다른 쪽에서 구멍을 뚫어 만든 난로에 구멍을 뚫는 것이 포함된다. 또는 두 가지가 분리되는 영역을 사용한다. 이것은 석탄이 젖거나 눈 덮인 땅에 닿지 않도록 하기 위한 것이다.

## 같이 보기
- 초기 인류의 불의 이용
- 캠프파이어